# أحمد التليلي
أحمد التليلي (قصر, 10 أكتوبر 1916 - جوان 1967)، قيادي وطني, نقابي تونسي وأحد مؤسسي الدولة الوطنية الحديثة.

## نشأته وتكوينه
ينحدر أحمد التليلي من عائلة تتكون من ثلاث بنات وخمسة أولاد كان هو أصغرهم. وكان والده فلاحا، وقد حرص على تربيتهم تربية إسلامية إذ أدخلهم الكتاب لحفظ القرآن وتعلم مبادئ الكتابة واللغة العربية، وأدخل ابنه أحمد المدرسة الابتدائية الفرنسية العربية بقفصة. ورغم وفاة والده وهو ما يزال صغير السن، فقد أمكن له مواصلة دراسته الثانوية بالمدرسة الصادقية بتونس العاصمة، وهناك زامل عددا من التلاميذ من مختلف جهات البلاد، ممن سيتولون قيادة الدولة فيما بعد.
تزوج من السيدة فاطمة وله منها من الأبناء عبد الرحمن، مؤسس الاتحاد الديمقراطي الوحدوي، مصطفى، فريد، رشيد.

## عالم الشغل
التحق أحمد التليلي بالجزائر حيث اشتغل بالتجارة قبل أن يشتغل كاتبا عموميا. وقد انضم في الأثناء إلى حزب الشعب الجزائري. وعاد بعد ذلك إلى تونس، واشتغل في خطة نائب معلم ثم معلم في بلدة القطار، أطرد بعدها بسبب خلاف مع مدير المدرسة الفرنسي. ثم اشتغل موظفا في البريد.

## النقابي
كان أحمد التليلي من مؤسسي الاتحاد العام التونسي للشغل (جانفي / كانون الأول 1946)، وقد انتخب آنذاك في الهيئة القيادية للمركزية النقابية، واستمر وجوده بالاتحاد على عام 1963. انتخب في جويلية/تموز 1954 أمينا عاما مساعدا للاتحاد العام التونسي للشغل، وبعد أن أوقف أحمد بن صالح عن نشاطه على رأس المنظمة النقابية في أواخر 1956، اختير أحمد التليلي ليتولى الأمانة العامة واستمر في منصبه إلى سنة 1963. كما قام بدور نقابي على الساحة الدولية بدءا من عام 1951 إذ حضر أشغال المؤتمر الثاني للجامعة العالمية للنقابات الحرّة (السيزل) بمدينة ميلانو، وفي عام 1956 انتخب نائبا لرئيس السيزل واستمرّ في هذه المسؤولية إلى عام 1964.

## الوطني
- انخرط أحمد التليلي منذ صغره في عدد من الجمعيات ومن بينها جمعية الشبيبة المدرسية في المدرسة الصادقية ثم في الشبيبة الدستورية. ومن هناك في الحزب الحر الدستوري الجديد، وفي سنة 1946 انتخب كاتبا عاما لجامعة قفصة. وخلال الحرب العالمية الثانية انضم إلى عدد من مواطنيه الذين أسسوا جمعية الهلال الأحمر التونسي للإسعاف والإنقاذ ومساعدة السكان بجمع الملابس القديمة والمؤن والدوية وتوزيعها.
- ونتيجة الدور الذي قام به خلال فترة الثورة في بداية الخمسينات ألقي عليه القبض عام 1952 وعرف محتشد زعرور والسجن العسكري والسجن المدني بتونس. ولم يطلق سراحه إلا عام 1954. وفي مؤتمر الحزب الحر الدستوري الجديد المنعقد في صفاقس في منتصف نوفمبر /تشرين الثاني 1955 انتخب عضوا في الديوان السياسي، وتولى أمانة مال الحزب وهي المهمة التي استمر يضطلع بها إلى فراره من تونس في جوان/حزيران 1965. وقد أطرد آنذاك من الحزب ليكتب رسالة وجهها إلى بورقيبة، وعلنا معارضته له منتقدا الأسس التي قامت عليها الدولة، داعيا على دمقرطتها.
- أما على مستوى قومي، فقد قام أحمد التليلي عام 1948 بإيفاد متطوعين تونسيين للمشاركة في حرب فلسطين. إلا أن مساهمته كانت كبيرة في مساندة ومساعدة الثورة الجزائرية حيث كان همزة الوصل بينها وبين الدولة التونسية، حتى استقلت الجزائر سنة 1962.

سميت باسمه عدد من الأماكن منها شارع كبير في منطقة المنزه.

## روابط خارجية
- أحمد التليلي على موقع مونزينجر (الألمانية)